# Тройственный союз ацтеков
Ацтекский тройственный союз — союз между городами-государствами Теночтитлан, Тескоко и Тлакопан. Существовал с 1428 до 1521 года. Другое его название — Ацтекская империя. Тем не менее, понятие «Ацтекского тройственного союза» не тождественно понятию «Ацтекская империя», под которым понимается ацтекское государство как таковое с момента его основания и до падения.

## Основание
Тройственный союз сформировался как военная коалиция против посягательств могущественного государства тепанеков Аскапоцалько. Инициатором объединения стал тлатоани Теночтитлана — Ицкоатль. К нему присоединились Несауалькойотль, которого изгнали из родного Тескоко, и Тотоквиуастли, тлатоани Тлакопана. Их войска уже в 1428 году нанесли крупное поражение тлатоани Аскапоцалько, а к 1430 году союзники разделили между собой территорию тепанекского государства. Правитель Теночтитлана стал повелителем кольхуас, или тольтеков, правитель Тескоко — повелителем акольхуас (племена, занимавшие города в долине Мехико — Увексотл, Коатличан и Тескоко), правитель Тлакопана — повелителем тепанеков. Постепенно Теночтитлан и Тескоко начали занимать главные роли в Тройственном союзе. Уже преемник Ицкоатля — Монтесума I — заключил соглашение, согласно которому Теночтитлан и Тескоко получали 4/5 будущих захватов, а Тлакопан — 1/5.

## Создание империи
Во главе империи стоял Huey tlatoani («Большой тлатоани», или «Великий Оратор»). Эта должность была выборная. Сначала выбор нового императора осуществляли представители высшей аристократии (текутли), руководители кварталов Теночтитлана («кальпули») и все граждане — мужчины и женщины (макеуалесы). Таким образом, правитель избрался «господами и простым народом». С Ашаякатля императора выбирали совет четырёх и руководители Тескоко и Тлакопана. Совет четырёх состоял из тлакочтекутля (судьи высшего ранга), тлакатекатля (главы армии), эсуауакатля (представителя аристократии), тлиланкалквуя (представителя народа). Это было вызвано повышением мощи империи ацтеков и значения поста Великого тлатоани. Тлатоани Теночтитлана был Великим тлатоани Ацтекской империи и в редких случаев выполнял обязанности великого жреца — теопиксикуи — стража бога. При его избрании выполнялась давняя традиция — избранный на должность Великого тлатоани, но ещё не коронованный, он должен был совершить военный поход. Этот обряд назывался «мытьё королевских ног».
Ближайшими помощниками императора были — чиуакоатль («вице-король» Теночтитлана) и имперский советник, который должен был осуществлять правосудие и следить за тем, чтобы народ не подвергался насилию. Существовал также совещательный совет, куда входило около 80 старейшин. Он собирался для решения сложных ситуаций.
В зависимых городах-государствах в основном сохранялись тлатоани из местных династий, хотя часто в них назначался ещё один тлатоани из Мексики. Как правило, это происходило в долине Мехико, где власть членов Тройственного союза была неоспорима. В основном в покорённые города направлялся в качестве тлатоани представитель правящей династии. Так, к моменту своего избрания императором Монтесума II был тлатоани города Экатепек.
В конфликтных ситуациях предназначался военный губернатор — куаутлатоани («оратор от орла»), судья высшего ранга — тлакатекутли («сеньор среди людей») или военный руководитель — тлакочеукутли («сеньор дротиков»). Если подчинённые города проявляли постоянную непокорность, то их население уничтожалось, а территория заселялась колонистами из Тройственного союза.
Административное деление империи выглядело следующим образом:
- города-государства (союзные, зависимые);
- облагаемые налогом провинции, где важную роль играл калпиквуи.

Полномочия и обязательства разных городов и посёлков были переплетены и отличались довольны сложной системой. Зависимые территории имели обязательства как перед Тройственным союзом, так и перед своими бывшими властителями. Так, населенные пункты акольуканской державы Тескоко имели обязательства как перед Тескоко, так и перед Теночтитланом.
Спокойствие в Империи ацтеков держалось на:
- благодеяниях или льгота, которые предоставлялись зависимым городам-государствам;
- предоставлении им защиты в рамках Тройственного союза;
- запрете на ведение войн между соседями;
- защите граждан от сеньора (текутли);
- осуществлении жёстких репрессий.

## Армия

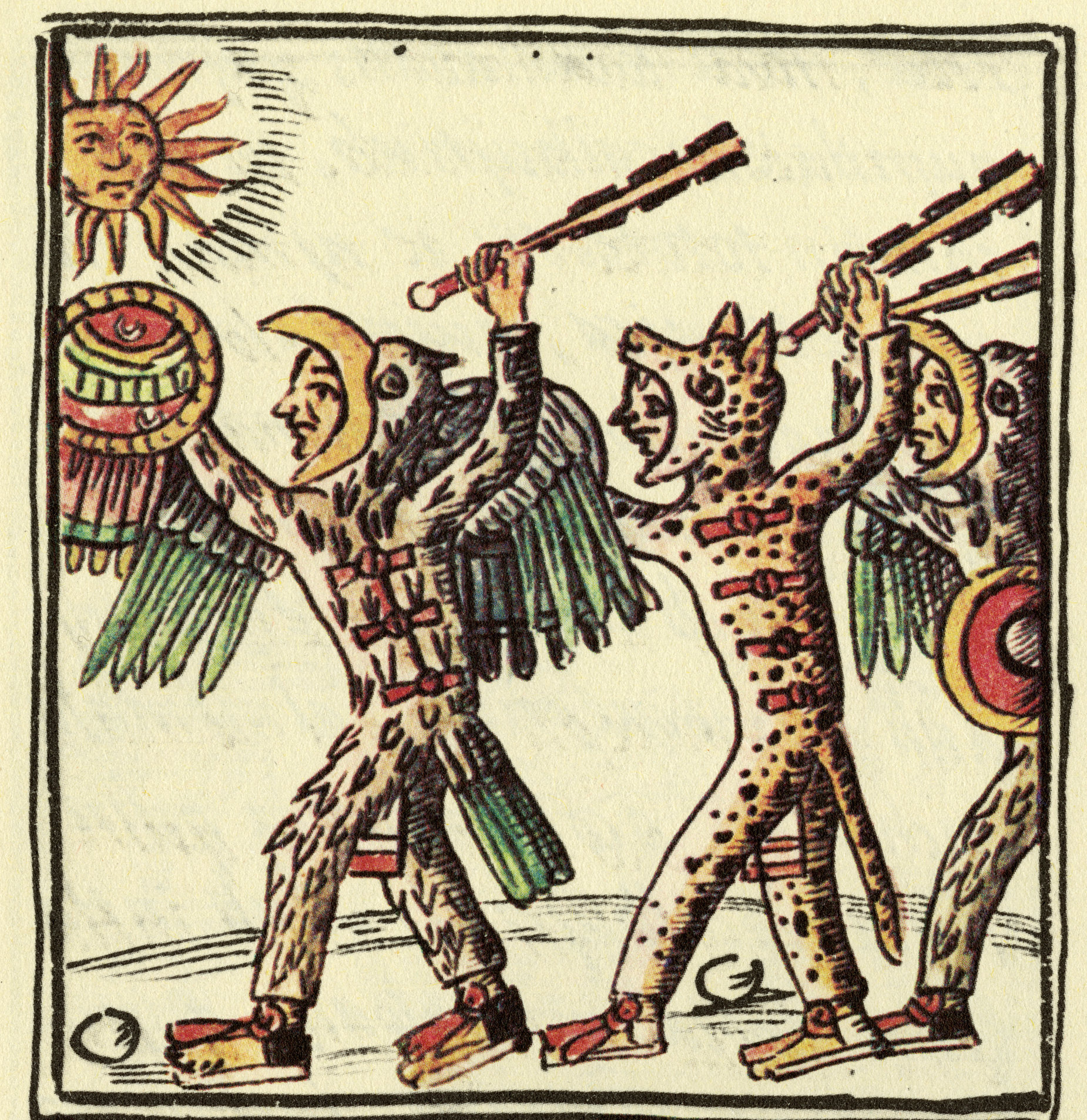
Ацтекские воины, вооружённые макуауитлями

У ацтеков не было постоянной армии. При планировании каждого похода собиралось определённое количество воинов. Решение о военных действиях принималось всеми членами Тройственного союза. Как правило, города-государства Теночтитлан и Тескоко выставляли наибольшее количество воинских подразделений. Возглавлял походы тлакатекатль, иногда чиуакоатль («вице-король»). Наиболее важными военными походами руководил лично император.
Однако в мирное время у тлатоани существовала своеобразная гвардия, состоявшая из ветеранов (тиакауаниев) и наиболее храбрых воинов («куачиканиев»). Кроме того, существовали специальные отряды, сформированные из представителей племени отоми, которые считались достаточно сильными и храбрыми воинами. Однако руководил всеми этими частями представитель аристократии или правящей династии. Военные знания будущие командующие приобретали в военных школах — телпочкали («доме молодых»).
Оружие ацтеков состояло из дротиков или коротких и длинных копий, топоров, булав, труда, ножей, наиболее угрожающего их оружия — палки (деревянного меча) с обсидиановыми лезвиями — макуаутлей. Для обороны использовались щиты. Самые знатные воины имели доспехи, сделанные из хлопка, и шлемы из дерева или кости. Каждого воина в походе сопровождал слуга, который переносил его личные вещи, кроме оружия. Войска не имели транспорта для передвижения, поэтому передвигались пешком.

## Экономика

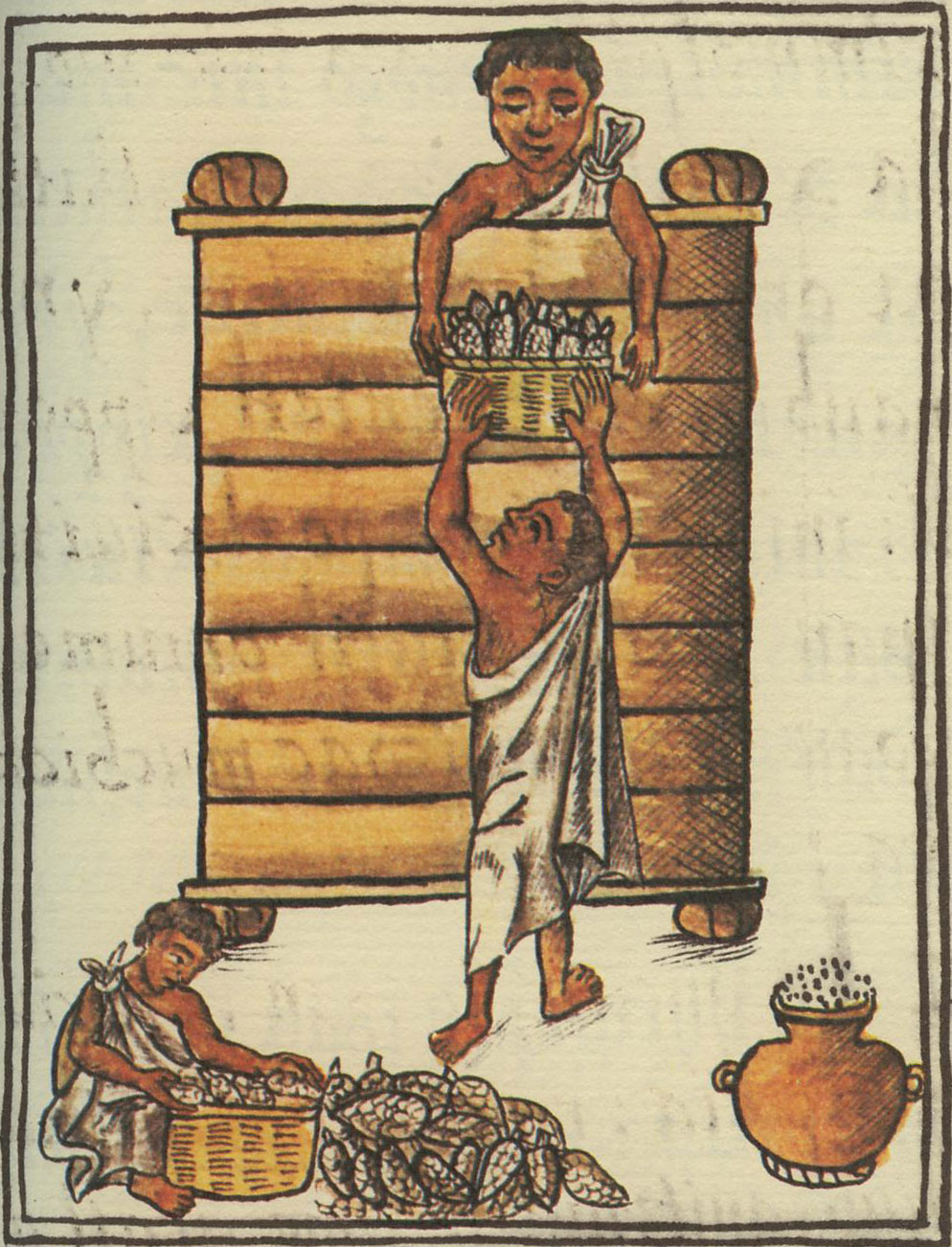
Хранение маиса

Зависимые и покорённые города платили налоги членам Тройственного союза. Обязательствами были местные продукты в сыром или переработанном виде, работа, служба. Жители должны были обрабатывать землю и выполнять другие виды барщины. Дань была достаточно большой. Так, провинция Койоланан (долина Оахака) платила 800 тюков или 16000 штук художественно выполненных накидок или плащей, 3200 штук длинных накидок, 20 золотых дисков толщиною с палец и размером с тарелку, две «кладовых» кукурузы, одну — фасоли, одну — семян шалфея. Одна «кладовая» вмещала в себя примерно 186 043 килограмма. Таким образом, общее количество пищи составляло 744 172 килограмма. Главными отраслями экономики империи были сельское хозяйство, которое обеспечивало жизнедеятельность населения, и ремесленничество. Особенно это касается выращивания маиса (кукурузы). Свои урожаи жители долины Мехико собирали с чинампа — городов на искусственных островках, созданных в лагуне или озере. Они давали частые и значительные урожаи.
Однако ацтеки не имели крупного рогатого скота, существенно важного для обеспечения продовольствием большого количества населения, проживавшего в долине Мехико (Анауак). Ремесленничество включало в себя добычу и обработку полезных ископаемых, в частности — серебра, золота, янтаря, жадеита, нефрита, производство хлопка, производство оружия. Во времена расцвета империи значительное распространение получили строительные профессии — для сооружения великолепных дворцов и храмов («теокалли»).
К тому времени члены Тройственного союза имели свою сферу влияния, где занимались вымогательством регулярной дани за предоставление защиты. В основном в покорённые города направлялся калпиквуи, который должен был следить за сбором налогов и выполнением назначенных работ. Если зависимые города отказывались от договора или нарушали его, туда направлялись карательные экспедиции во главе с тлакатеккатлем («человеком храма»).

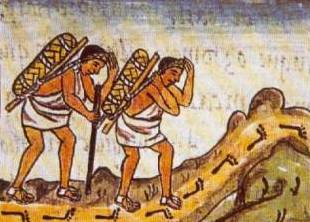
Почтека в пути

Вместе с этим формируется класс торговцев и их гильдий — почтека. Они организовывали и осуществляли торговые экспедиции, иногда довольно значительные, в которых участвовало до тысячи человек. Торговцы к тому же выполняли функции разведчиков. Опытных звали озомеками. Они исследовали экономические и военные ресурсы новых краёв, их перспективы, давая затем отчёт императору. После этого тот отправлялся с походом для захвата этих земель. Торговцы также были хорошо вооружены и имели военные навыки. Например, в конце правления Ауисотля на торговый караван, который направился в город Айтлан (граница современных Мексики и Гватемалы), напали отряды из города Теуантепек. Но торговцы отбили попытки захватить их имущество, выдержали осаду в городе Куаутенанко, а потом своими силами овладели городом Айотлан. Вместе с тем отсутствие широкой сети дорог для передвижения торговых караванов затрудняло развитие торговли в империи.

## Религиозная и культурная политика
Как основной язык внедрялся науатль. Важные сообщения и официальные летописи писались именно этим языком. Начиная с Ицкоатля, пошла искусственная замена истории ацтекских народов — старые летописи были уничтожены и заменены на новые, которые устраивали владык Теночтитлана, отражали прошлое мексиканцев и покорённых ими народов в нужном ключе. После покорения очередного города ацтеки назначали в качестве главного бога этой территории Уицилопочтли, а местные боги выступали как его подчинённые. Кроме того, во времена Монтесумы II был построен большой храм Коатеокали, где были собраны все боги империи. Вместе с этим в империи была введена единая календарная система, которая состояла из трёх циклов (каждый был частью другого): ритуальный — из 260 дней, солнечный — из 365 дней, венерианский — из 584 дней.

## Расцвет империи

Территория ацтекского Тройственного союза в период расцвета

С момента создания Тройственного союза его члены начали активно покорять соседние города. Наибольших достижений достигли представители Теночтитлана — начиная с Ицкоатля и заканчивая Монтесумой II. Войны велись практически ежегодно — как для захвата земель, так и пленных, которых приносили в жертву богам. В то же время члены Тройственного союза занимались развитием своих городов. Расширение империи привело к экономическому подъёму. При этом происходило социальное развитие населения, а также укрепление позиций торговцев.
Однако территория увеличивалось неравномерно — на севере границы империи были на расстоянии двухдневного перехода от Теночтитлана, на юге и востоке — на расстоянии нескольких сотен километров, а на других направлениях (Хичимилько) — в тысячах километров. Также существовали анклавы — города-государства в долине Пуэбло, города Мецтитлан, Йопи и Тототепек, которые не подчинялись ацтекам.

## Гибель империи
Первые признаки распада Тройственного союза появились в 1510 году, когда правитель Тескоко — Несауальпилли — отказался поддерживать Монтесуму II в его походах. Это объясняется растущей ролью Теночтитлана в Тройственном союзе. Теперь практически всё влияние и власть в империи принадлежали этому городу. Теперь Теночтитлан получал 8/15 добычи, Тескоко — 4/15, Тлакопан — 3/15. Конфликт усугубился в 1515 году после смерти Несауальпилли, сына Несауалькойотля, тлатоани Тескоко. Он не указал имени своего наследника, поэтому сразу развернулась борьба между партией сторонников Теночтитлана во главе с племянником Монтесумы II — Какамоем — и партией сторонников сохранения независимости государства, которую возглавил Иштлильочитль. Окончательный кризис наступил с вторжением в Мексику отряда Эрнана Кортеса в 1519 году. Первоначально отношения между испанцами и ацтеками складывались мирно. Однако возникшие разногласия вылились в войну, в результате которой империя ацтеков перестала существовать, а 13 августа 1521 года Теночтитлан был и полностью разрушен. Последний император ацтеков Куаутемок попал в плен. В этом испанцам помогали, в частности, войска тлатоани Тескоко. То есть члены Союза пошли друг против друга.

## Тройственный союз в культуре
- Самым известным произведением на эту тему является роман Генри Райдера Хаггарда «Дочь Монтесумы», где говорится о последних годах Тройственного союза.
- В романе Гэри Дженнингса «Ацтек» показаны города Теночтитлан и Тескоко, а также ряд событий истории Тройственного союза.